# Lavant (fiume)
Il Lavant (in sloveno Labotnica) è un fiume della Carinzia (Austria) affluente della Drava.
La valle formata dal fiume viene detta Lavanttal.
Attraversa i comuni di: Bad Sankt Leonhard im Lavanttal, Wolfsberg e Sankt Andrä e si getta nella Drava poco prima del confine con la Slovenia.
Le Alpi della Lavanttal prendono il nome dal fiume.